# (5144) Achates
(5144) Achates ist ein Asteroid aus der Gruppe der Jupiter-Trojaner. Damit werden Asteroiden bezeichnet, die auf den Lagrange-Punkten auf der Bahn des Jupiter um die Sonne laufen.
(5144) Achates wurde am 2. Dezember 1991 von der US-amerikanischen Astronomin Carolyn Shoemaker am Palomar-Observatorium entdeckt. Er ist dem Lagrangepunkt L5 zugeordnet.
Der Asteroid ist nach der mythologischen Figur des Achates benannt, dem Freund und Waffenbruder des Aeneas auf der Flucht aus Troja, die in der Aeneis geschildert wird.